# Palpita semimicroptera
Palpita semimicroptera là một loài bướm đêm trong họ Crambidae.